# Halte Ved badestranden
De halte Ved badestranden (letterlijk: ‘bij het badstrand’) is een voormalige spoorweghalte in Denemarken. De halte lag aan de spoorlijn Mariager - Viborg, pal naast de kruising van de spoorlijn met een grindweg die de Vestergade verbond met Færgehagen, de locatie waar tot de 20e eeuw een veerverbinding was gelegen. Het korte perron was aangelegd op een stapel dwarsliggers.
In de zomer van 1937 werd de halte geopend ten behoeve van de badgasten van de nabijgelegen recreatiestranden langs de Mariager Fjord. Ook in de jaren erna bleef de halte alleen in gebruik tijdens de zomermaanden. De halte is nooit officieel opgenomen in de dienstroosters of het spoorboekje.
Van 1970 tot 1977 was de halte onder de naam Færgehagen trinbrætt in gebruik bij de museumlijn Mariager-Handest Veteranjernbane. Toen het museum zijn perron te Mariager 200 meter naar het westen verplaatste, werd de afstand tussen station Mariager en de halte Færgehagen dermate kort dat men besloot om de halte op te heffen. In 1979 werd de halte afgebroken.